# Jay Park
Đây là một tên người Triều Tiên, họ là Park.
Park Jae-beom (Hangul: 박재범, sinh ngày 25 tháng 4 năm 1987, thường được biết tới dưới nghệ danh Jay Park) là một nam rapper, ca sĩ, nhạc sĩ, nhà sản xuất, vũ công, biên đạo múa, doanh nhân và diễn viên người Mỹ gốc Hàn Quốc. Anh sinh ra và lớn lên ở Edmonds, Washington, D.C., Hoa Kỳ. Park đã quan tâm đến hip-hop và nhảy múa khi còn rất trẻ. Cho đến ngày hôm nay, anh vẫn là một thành viên của một nhóm B-Boy ở Seattle, Art of Movement (AOM). Anh đang là đồng giám đốc điều hành và đồng sáng lập của nhãn hip-hop Hàn Quốc AOMG cùng với rapper Simon Dominic và là CEO của H1GHR MUSIC. Vào năm 2017, anh đã ký hợp đồng với Roc Nation và là người châu Á đầu tiên làm được như vậy . Anh trưởng thành với vai trò là một B-Boy và vũ công break dancing, cùng với những kỹ năng nhảy điêu luyện trên sân khấu. Anh được nghệ sĩ Patti Kim ví như một "nghệ sĩ toàn năng". The New York Times đã trích dẫn lời của chủ tịch công ty phân phối nhạc DFSB Kollective nói về Jay Park: "Không chỉ là một nghệ sĩ, một đại diện PR của riêng mình, cậu ấy còn tự sáng lập công ty, quản lý cả fan hâm mộ và lấn sân sang các lĩnh vực truyền hình".
Trước khi tham gia hoạt động solo, Jay Park bắt đầu được công chúng biết đến với vai trò thủ lĩnh của nhóm nhạc 2PM, được ra mắt dưới sự quản lí của công ty giải trí JYP Entertainment vào năm 2008, sau khi anh làm thực tập sinh 4 năm dưới công ty này. Vào tháng 9 năm 2009, anh trở về quê nhà Seattle sau khi viết những dòng nhận xét tiêu cực về Hàn Quốc trên trang MySpace vào năm 2005 được công bố bởi các phương tiện truyền thông tại Hàn Quốc. Jay Park chính thức rời nhóm vào năm 2010. Tháng 3 năm 2010, Jay Park tải lên một đoạn video cover ca khúc Nothin' on You của rapper B.o.B với phần lời và rap được làm lại, đoạn video nhanh chóng nhận được sự chú ý của cư dân mạng và vượt hơn 2.000.000 lượt xem trong vòng 24 giờ. Đây cũng là một cơ hội để anh trở lại Hàn Quốc với một đĩa mở rộng mang tên Count on Me (Hangul: 믿어줄래; Revised Romanization: Mideojullae) vào tháng 10 năm 2010, bài hát nhanh chóng đứng #1 trên BXH Gaon. Anh trở về Hàn Quốc vào tháng 6 năm 2010 để quay bộ phim Hype Nation, và tháng sau đó anh ký hợp đồng với Sidus HQ - một trong những công ty quản lý diễn viên lớn nhất Hàn Quốc, ra mắt lại với tư cách nghệ sĩ solo và diễn viên.
Mini album đầu tiên của Jay Park, Take a Deeper Look, phát hành vào năm 2011, đã có lượng tiêu thụ rất cao. Anh cũng dành chiến thắng trên show âm nhạc cuối tuần KBS Music Bank với ca khúc "Abandoned", và trở thành một trong những nghệ sĩ solo hiếm hoi nhận giải Thu âm của năm tại Golden Disk Awards năm 2011. Sau vài tháng, anh phát hành ba đĩa đơn "Demon", "Girlfriend", và "Star" đồng thời đóng vai phụ trong bộ phim điện ảnh Mr. Idol, anh cũng tham gia chương trình Immortal Songs 2 với tư cách thành viên chính thức. Cuối năm 2011, anh phát hành đĩa mở rộng mang tên New Breed Part 1, một phần trong full album đầu tiên của anh.
Vào tháng 2 năm 2012, Jay Park phát hành full album của anh, album nhanh chóng no.1 nhiều BXH trong nước và quốc tế, đĩa được bán hết trong vòng một chưa đầy một tuần, anh cũng phát hành phiên bản tiếng Anh của mixtape Fresh Air: Breathe It, đây là bản mixtape đầu tiên của nghệ sĩ châu Á vượt qua 100.000 lượt tải trên DatPiff. Sau khi phát hành New Breed trong năm 2012, anh đã tổ chức nhiều buổi lưu diễn tại Seoul, bắt tay vào chuyến lưu diễn vòng quanh châu Á và Úc. Anh cũng có một phần trình diễn tại APAHM Tour Verizon ở Hoa Kỳ và diễn kết thúc tại MTV World Stage Live ở Malaysia năm 2012. Cũng trong năm 2012, Jay Park trở lại Immortal Songs 2 và là thành viên cố định trên show truyền hình Come to play của đài MBC, trở thành khách mời của chương trình hài kịch Saturday Night Live phiên bản Hàn Quốc của kênh TvN. Anh trở thành thành viên cố định trên chương trình này vào đầu năm 2013.
Vào năm 2014, anh đã đóng vai trò là nghệ sĩ đại diện cho Hàn Quốc tham dự South by Southwest (SXSW). Sau đó, anh tiếp tục phát hành album WORLDWIDE vào tháng 11 năm 2015.

## Sự nghiệp

### Trước khi ra mắt
Là một người Mỹ gốc Hàn thế hệ thứ 3 sinh ra và lớn lên tại Edmonds, Washington trong 1 gia đình gồm bố mẹ và 1 em trai, với niềm đam mê nhảy khi còn nhỏ. Anh từng học ở Edmonds Woodway High School. Jay Park bắt đầu nghe nhạc hip hop và rap vào thời trung học, và dành nhiều thời gian để sáng tác chúng. Năm 2003, anh là một trong những thành viên đầu tiên trong b-boy crew mang tên Art of Movement. Năm 2004, nhìn thấy con trai mình dành nhiều thời gian cho breakdancing và âm nhạc hơn học tập, mẹ của anh đã đề nghị anh thử giọng cho công ty JYP Entertainment. Tháng 1 năm 2005, Jay Park được công ty đưa về Hàn Quốc để tiếp tục đào tạo về khả năng hát, vũ đạo và học tiếng Hàn.
Jay Park từng nói rằng anh không thể trò chuyện với người lạ vì khả năng tiếng Hàn của mình không được tốt, thức ăn Hàn Quốc cũng không quen miệng. Dù rất muốn trở về nhà nhưng ý chí và quyết tâm khiến anh không làm thế, nếu không anh sẽ khiến bố mẹ mình thất vọng. Jay Park tốt nghiệp Đại học Dankook.

### 2008-2009: 2PM

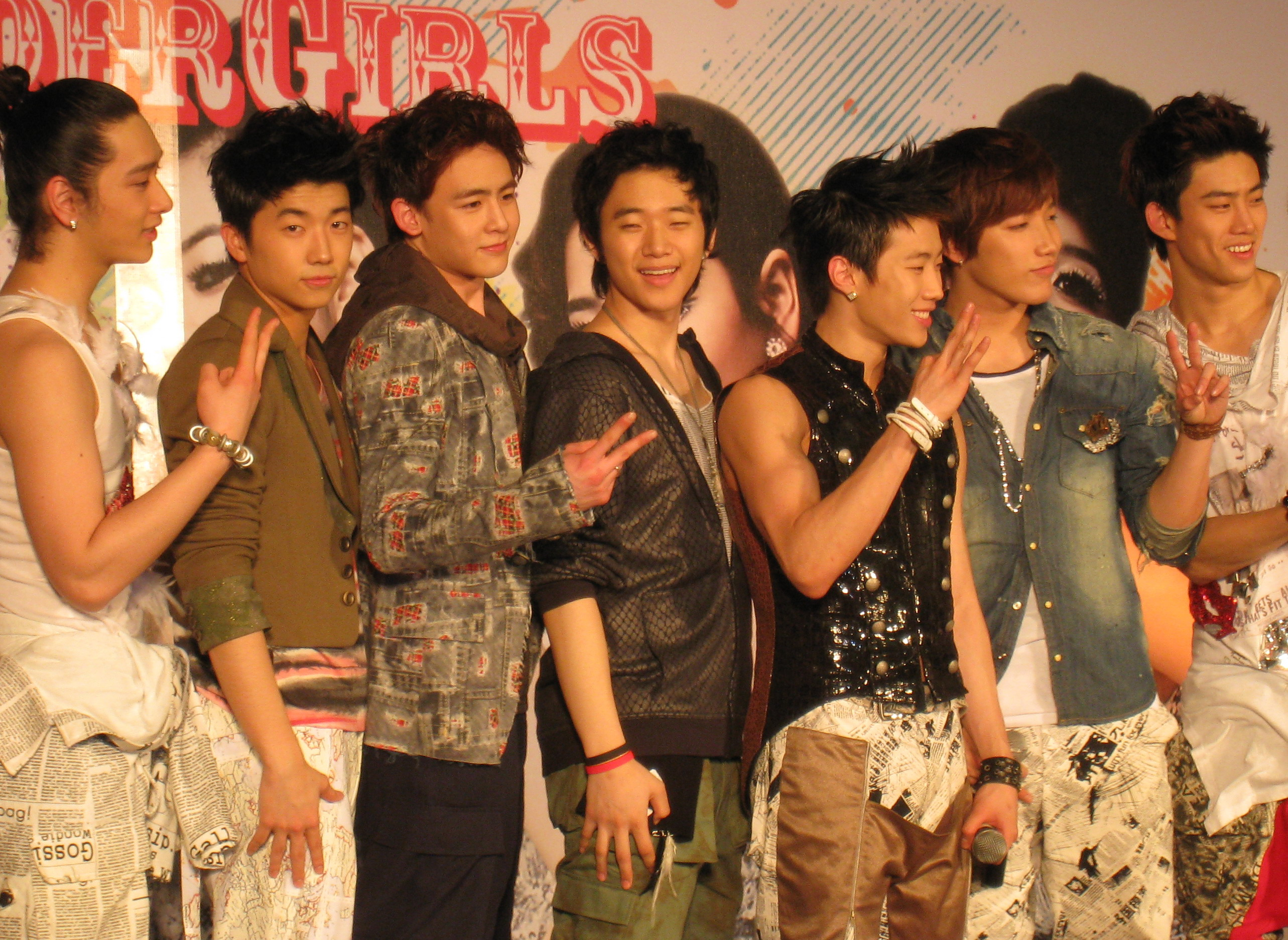
2PM tại buổi họp báo của Wonder Girls cho Wonder Girls The First Wonder Live In Bangkok vào tháng 2 năm 2009

Jaebeom ra mắt lần đầu thông qua show truyền hình thực tế của kênh Mnet mang tên "Hot Blood", nơi 13 chàng trai phải trải qua thời gian thử thách khắc nghiệt để có cơ hội ra mắt trước công chúng. Sau khi chương trình kết thúc, 2 nhóm nhạc nam mới của JYP Entertainment đã được ra đời: 2AM với 4 thành viên và 2PM với 7 thành viên. Sau quá trình chọn lọc, Jaebeom được chọn vào vị trí trưởng nhóm 2PM, single đầu tay của 2PM là "10 points out of 10 points" (Hangul: 10점 만점에 10점; Revised Romanization: Ship Jeom Manjeome Ship Jeom) được phát hành vào ngày 4 tháng 9 năm 2008. Tuy nhiên phải cho đến khi quảng bá ca khúc "Again and Again" thì độ nổi tiếng của nhóm mới tăng vọt chóng mặt. Nhóm đã nhiều tuần giành vị trí cao nhất trên BXH của Mnet!Countdown, cũng như giành #1 trên BXH Mutizen trong chương trình âm nhạc hàng tuần SBS Inkigayo và trên K-chart của KBS Music Bank.
Jaebeom đã tự sáng tác rap cho bài hát "A friend’s Confession" trong quá trình 2PM tham gia màn biểu diễn cùng 2AM vào ngày 16 tháng 5 năm 2009, cũng như phần rap cho bài "Lost" với Teacyeon cho màn tạm biệt sân khấu của 2AM trong ngày tiếp theo trên Inkigayo. Bên cạnh các hoạt động âm nhạc của 2PM,Jaebeom thể hiện ca khúc chính "Jeong" cho Han Sung Byul Gok OST cùng Ye Eun của Wonder Girls, và ca khúc "To Luv...." của V.O.S. Anh cũng tham gia màn biểu diễn đặc biệt của Navi "Heart Damage" (3/5/2009) và "One Drop Per Second" của K.Will (20/6/2009).
Với hình ảnh vui tươi và thân thiện, Jaebeom là khách mời thường xuyên cho một số chương trình như Star King và Introducing Star’s Friend. Tháng 8 năm 2008, anh và thành viên Kara là Nicole trở thành các MC mới cho 1 chương trình khác về lịch sử và văn hóa là Nodaji, thay thế vị trí của Choi Min Young và Kim Tae Hyun. Tham gia Idol Show và Wild Bunny với tư cách thành viên 2PM.

#### Tháng 9 năm 2009: Vụ việc gây tranh cãi trên trang MySpace
Ngày 4 tháng 9 năm 2009, các bài báo tràn ngập trên internet về một số câu thể hiện sự không yêu nước của Jaebeom trên trang cá nhân của anh trên MySpace từ năm 2005, trong đó anh thể hiện sự không thích của mình với cuộc sống ở Hàn Quốc trong quá trình còn là 1 thực tập sinh. Điều này gây ra sự bùng nổ các cuộc tranh luận từ phía các dân cư mạng, bao gồm các yêu cầu đòi trục xuất anh khỏi Hàn cũng như đòi anh phải tự tử đã nhận được trên 3000 chữ ký ủng hộ trước khi vụ việc được lắng xuống. Jaebeom đã đưa ra lời xin lỗi về sự việc trên. Mặc dù một số người chống đối quá khích đã yêu cầu Jaebeom nên rời khỏi 2PM nhưng CEO của JYP entertainment Pak Jin Young đã tuyên bố vào ngày 7 tháng 9 rằng ông sẽ vẫn giữ nguyên các thành viên của nhóm. Ngày hôm sau Jaebeom đã thông báo trên quán cà phê người hâm mộ chính thức của anh rằng anh sẽ rời khỏi nhóm và quay trở về Mĩ, cùng với kế hoạch đi học trở lại và trau dồi thêm khả năng âm nhạc của mình. Anh cũng xin lỗi các thành viên khác của 2PM vì đã không là 1 trưởng nhóm tốt, 1 người anh tốt của cả nhóm. Park Jin Young xác nhận 2PM sẽ tiếp tục với 6 thành viên. Thêm vào đó, do vấn đề nhạy cảm từ chuyện Jaebeom rời khỏi nhóm, tất cả thành viên của 2PM đều rút khỏi các chương trình truyền hình khác, chương trình truyền hình thực tế Wild Bunny của nhóm không có tập cuối cùng. Buộc phải tiếp tục, với sự chuẩn bị 6 thành viên đã ghi hình lại cho ca khúc Heartbeat không có Jaebeom vào ngày 31/10. Trong 1 cuộc họp báo, đã cho biết rằng giọng của Jaebeom sẽ không bị xóa khỏi các bài hát cũ mà anh đã từng tham gia quảng bá cùng 2PM nhưng giọng hát của anh sẽ không xuất hiện trong các bài mới.

#### Sau sự ra đi của Jaebeom
Album chính thức đầu tiên của 2PM được đặt tên là 1:59 PM và được các thành viên giải thích trong 1 cuộc phỏng vấn là: tên album thể hiện sự vắng mặt của Jaebeom. Thông qua phần phát biểu tại một lễ trao giải cuối năm cho Again and Again, các thành viên đã dành cho Jaebeom lời cảm ơn đặc biệt, đồng thời nhấn mạnh mong ước của họ là Jaebeom trở về. Tại buổi lễ trao giải M.net Asian Music Awards, nhóm đã thể hiện sự tôn trọng Jaebeom trong suốt màn biểu diễn Again and Again với một đèn chiếu sáng vào vị trí quen thuộc của Jeabeom trong nhóm, 6 thành viên 2PM đã quyết định chia sẻ số tiền kiếm được từ album đầu tiên với Jaebeom, gửi cho anh ấy phần được chia đều từ tổng số tiền kiếm được.
Vào tháng 12 năm 2009, họ đã nói về khả năng tạo nên 1 chương trình thực tế cho Jaebeom tương tự như "IVY BACK" của Ivy nếu quyết định cho sự trở về của anh được xác nhận. Thông tin về 1 cuộc họp báo được lên kế hoạch vào ngày 24 tháng 1 năm 2010 về tình trạng Jaebeom bị dò rỉ trong dư luận, nhưng những thông tin này bị phủ nhận ngay lập tức bởi JYP Entertainment.

#### Động thái của người hâm mộ
Sau khi Jaebeom trở về Mỹ, những người hâm mộ bị sốc đã thay đổi cách nhìn của họ đối với vấn đề khi họ hiểu ra rằng những tin nhắn trên MySpace của Jaebeom đã bị dịch sai và bị đưa ra khỏi bối cảnh viết. Một vài cuộc biểu tình và chiến dịch đã được thực hiện ngay lập tức, làm thông báo đến JYP Entertainment và cộng đồng nói chung về sự ủng hộ vô cùng to lớn dành cho sự trở về với 2PM của Jaebeom.
Tẩy chay các sản phẩm 2PM đại diện và các cuộc biểu tình đòi Jaebeom trở lại nhóm bắt đầu diễn ra, không riêng trong nước Hàn Quốc mà ngoài nước cũng vậy. Các diễn đàn và các fancafe trên khắp thế giới được thành lập, tổ chức, hoạt động, và tiếp đó là công khai các cuộc biểu tình im lặng và hờ hững với các bài hát của 2PM. Người hâm mộ quốc tế còn góp tiền cho dự án Jay Sky Banner, treo 1 banner trên bầu trời Seattle vào lúc 2PM với thông điệp "J, WHAT TIME IS IT NOW?" Hãng thông tấn địa phương của Seattle, hãng tin KOMO, đã làm 1 đoạn tin vắn về sự kiện này.
Một vài cộng đồng người hâm mộ của 2PM đã quyên góp rất hào phóng cho các tổ chức từ thiện dưới tên Jaebeom. Một câu lạc bộ người hâm mộ của Hàn Quốc chính là Underground đã quyên góp một số tiền tổng số lên tới $ 10000 USD cho quỹ trẻ em ở Haiti dưới tên "Những người đang mong ngóng 2PM leadja Park Jaebeom". Các trang web của người hâm mộ quốc tế thường tổ chức các chiến dịch từ thiện, tại khu vực Bắc Mĩ cộng đồng người hâm mộ 2PM và 2AM là 2ONEDAY đã quyên góp $1000 USD để gửi sách cho những trẻ em hàn quốc làm con nuôi ở nước ngoài. Tháng 5 năm 2010 Underground đã quyên góp hơn $64000 USD thông qua 10 đợt quyên góp khác nhau ủng hộ cho quỹ trẻ em.
Một vài dịp, Jaebeom đã xếp hạng 1 tại trending topics của Twitter, ngay cả khi sự kiện Oscars diễn ra vào ngày 8 tháng 3 năm 2010. Người hâm mộ của Jaebeom đã cho biết họ đã lên kế hoạch tự sản xuất 1 album cho Jaebeom vào ngày 27/3/2010, kỉ niệm 200 ngày từ khi anh rời khỏi Hàn Quốc. Tuy nhiên, bởi vì album đã được chuẩn bị từ tháng một trong khi thời gian và thái độ về 2PM đã thay đổi. Người hâm mộ đã quyết định: tốt nhất là không phát hành CD, thay vào đó là gửi 10 tới 20 bản copy tới quê nhà của Jaebeom là Seattle.

### 2010:YouTube, sự nghiệp solo vàCount on Me (Nothin' on You)
Ngày 25/2/2010, chỉ 2 ngày trước cuộc a người hâm mộ được tổ chức, JYP Entertainment đã thông báo trên trang mạng chính thức rằng hợp đồng với Jaebeom đã chấm dứt vĩnh viễn, đông thời thông báo rằng vào tháng 12 Jaebeom đã thú nhận về việc đã mắc phải 1 sai lầm còn tồi tệ hơn sự cố MySpace trong thời gian quảng bá Again and Again điều đó đẫn tới kế hoạch trở về 2PM bị dừng ngay lập tức. Thông báo cũng nói thêm 6 thành viên còn lại của 2PM đã nhất trí cho sự chấm dứt này vào đầu tháng 1.
Dư luận bị sốc, giận dữ và không tin. Một lý do cho sự phản ứng này là đưa ra "lỗi lầm" của Jaebeom; không lời giải thích nào được đưa ra ngoại trừ nó đủ lớn để khai trừ Jaebeom ra khỏi nhóm và không được nêu ra, 1 lỗi lầm về đạo đức không phải là tội hình sự. Dư luận vô cùng phẫn nộ bởi thông báo này được công bố gần 2 tháng sau khi quyết định cho Jaebeom trở lại, một thời gian dài người hâm mộ đã từng yên tâm về vị trí của Jaebeom trong 2PM.
Nhiều người thể hiện sự căm ghét và thất vọng với các thành viên còn lại, lên án hành động của họ như sự phản bội Jaebeom, người hâm mộ và hình ảnh tình anh em của 2PM. Nhiều phản ứng dữ dội đặc biệt hướng về phía 2 thành viên Ok Teakyeon và Jang wooyoung khi cả hai đang quay lại với nhiều chương trình khác nhau sau 1 chuỗi gián đoạn. Người hâm mộ đã kịch liệt yêu cầu họ rời khỏi các chương trình riêng của họ.
Cuộc họp người hâm mộ được tổ chức tại Garden Five tại Seoul, Moon Jung–dong vào 27/2/2010 với 6 thành viên 2PM và CEO của JYP Jung Wook, tham dự để trả lời trực tiếp các câu hỏi từ 87 đại diện từ các cộng đồng người hâm mộ của 2PM. Máy quay phim và máy ghi âm không được phép sử dụng trong phòng họp, nơi diễn ra cuộc họp trong 4 giờ đồng hồ (mặc dù âm thanh vẫn được ghi lại và sau đó dò rỉ trên Internet). Làm rõ về sự rút lui của Jeabeom và các hoạt động tương lại của 2PM với tư cách là nhóm 6 thành viên sẽ không bị ảnh hưởng. Tuy nhiên nội dung của sai lầm 1 lần nữa vẫn không được hé mở, kết quả JYP Ent và 2PM phải tiếp tục hứng chịu phản ứng tiêu cực từ phía người hâm mộ cũng như sự chống đối vô hạn đối với các thành viên (ngoại trừ Nickhun) từ những câu trả lời về Jaebeom.

#### Xuất hiện trở lại thông quaYouTube
Tháng 11 năm 2009, nhiều video Jaebeom tham gia thi đấu b-boy bắt đầu xuất hiện trên YouTube và nhanh chóng được lan truyền trên mạng. Đa số các video được ghi lại bởi những người tham gia sự kiện và không tập trung vào Jaebeom. Tuy nhiên ngày 18 tháng 2 Jaabeom đã đích than tham gia đấu lần đầu tiên tại "Wild ‘N Out" được tổ chức bởi Hip Hop Student Association (HHAC) ở Đại học Washington mặc dù anh đã che mặt. Ngày 6 tháng 3 năm 2010 Jay Park và Art of Movement crew tham gia 1 sự kiện từ thiện "breakin’ 4 Haiti", với số tiền thu được sẽ được gửi đến các nạn nhân ở Haiti.
Ngày 15 tháng 3 năm 2010, Jay Park đã nổi lên trong giới truyền thông thế giới thông qua kênh YouTube riêng của mình "jayparkaom". Anh đã đăng tải 1 video mà anh đã hát lại một phần của ca khúc "Nothin’ On You" với phần rap và lời của mình. Sau khi người hâm mộ được thông báo thông qua trang Facebook chính thức của Art of Movement, video đã được lan truyền nhanh chóng và đạt mức 1.500.000 lượt xem trong vòng chưa tới 24 giờ. Bản gốc của ca khúc được thể hiện bởi Bruno Mars và B.o.B leo lên vị trí dẫn đầu của bảng xếp hạng Cyworld chỉ sau một vài giờ video của Jay Park xuất hiện, bất ngờ đánh bật ca khúc "Run Devil Run" của Girl’s Generation vừa ra mắt hôm trước đó. "Nothin’ On You" đồng thời còn dẫn đầu nhiều nhiều bảng xếp hạng âm nhạc khác như: DosiRock, Melon, MNET, Bugs, and SoriBada, đoạt mức lợi nhuận trên $300,000 doanh số bán nhờ "hiệu ứng từ video của Jay"(The Jay effects). Trong phần "về bản thân" Jay Park đã viết 1 tin nhắn cảm ơn sự ủng hộ của người hâm mộ đã dành cho anh, anh còn thể hiển những tình cảm tốt đẹp của mình dành cho các thành viên 2PM và động viên người hâm mộ hãy vì anh mà đừng quay lưng lại với 2PM.
Ngày 18 tháng 3, một kênh giải trí trực tuyến của Mĩ đã 1 mẩu thông báo ngắn về video của Jay thông qua chuyên mục "But, What Do I Know ?", nhận được rất nhiều sự quan tâm từ những người xem trên toàn thế giới. Ngày 19 tháng 3, Digital Media Wire đã cho ra 1 bài báo nhấn mạnh tiềm năng chinh phục thị trường giải trí của Mĩ.

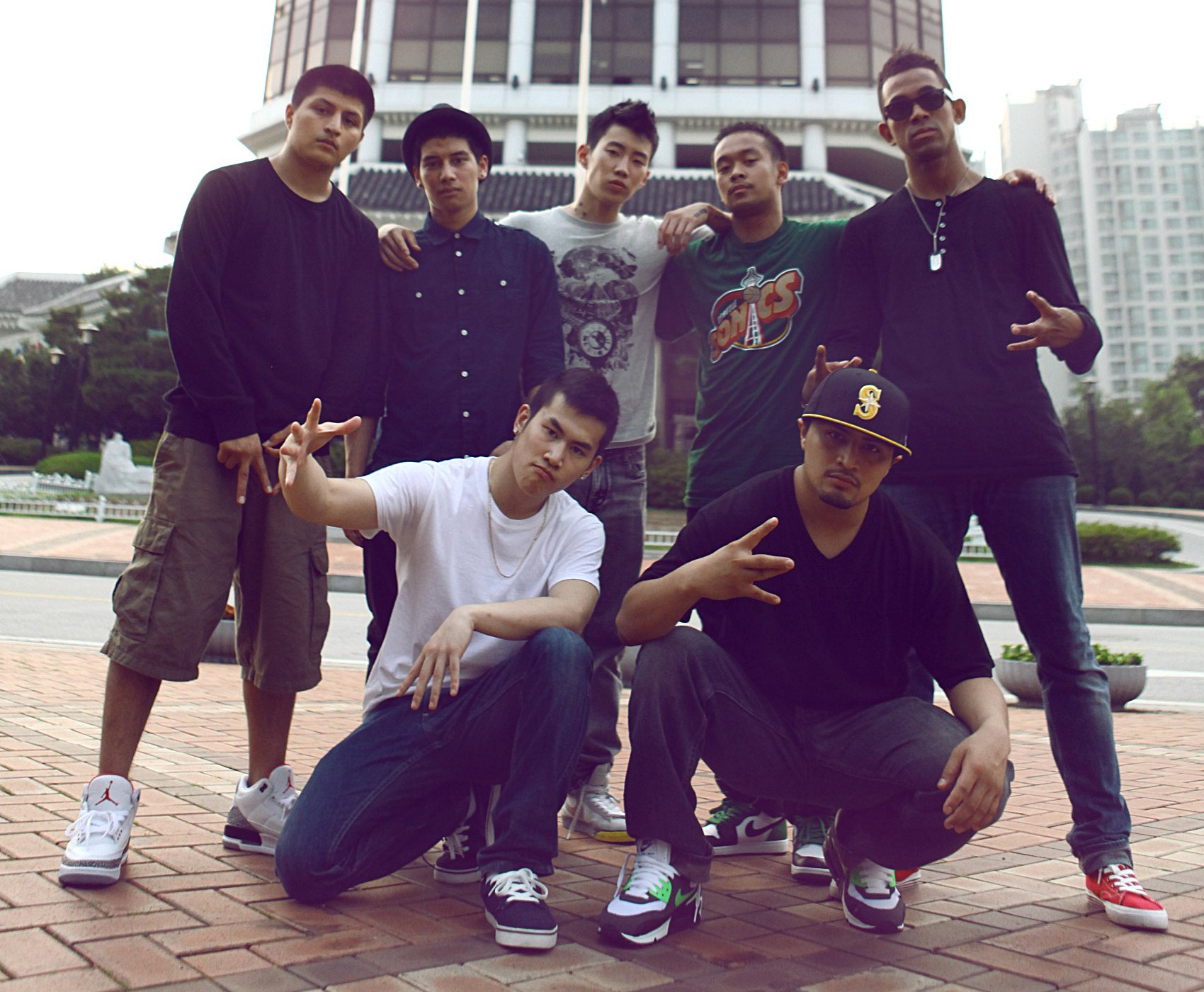
Jay Park và một số thành viên trong b-boy crew, Art of Movement

#### Các hoạt động tạiMỹ
Ngày 29 tháng 3 năm 2010, Hội Sinh viên Hàn Quốc ở Rutgers (Rutgers Korean Student Association) đã thông báo trên website của họ rằng Jay Park và các thành viên của Art of Movement là Cha Cha, Dialtone và Junior sẽ là khách mời đặc biệt tại sự kiện lễ hội Hàn-Mĩ hàng năm với tên gọi "Dự án Hàn Quốc III: KSA câu chuyện cô bé lọ lem" (Project Korea III: KSA Cinderella Story) diễn ra tại Trường Đại học Rutget, New Jersey vào ngày 3 tháng 4 năm 2010. Chỉ vài giờ sau khi kết thúc một vài video của sự kiện đã được đưa lên mạng, các cảnh quay Jay Park làm MC và nhảy "Single Ladies (put a ring on it)" của Beyoncè trên sân khấu, đã nhận được nhiều sự quan tâm tích cực.
Ngày 14 tháng 4, Nhóm sản xuất bộ phim về đề tài nhảy của Mĩ đã xác nhận rằng Jay Park đã được chọn làm vai chình của bộ phim. Bộ phim sẽ bấm máy vào tháng 7 năm 2010 với hơn 70% bộ phim sẽ được quay tại Hàn Quốc. Jay sẽ đảm nhận phần nhạc chính của phim.
Ngày 20 tháng 4, 1 thông báo thông qua trang allhiphop.com rằng Jay đang ghi âm 1 ca khúc được sản xuất bởi Teddy Riley và sẽ hoàn thiện ca khúc này với Snoop Dogg và T-Pain. Bài hát này xác nhận là nằm trong album solo của Jay.Cùng ngày đó, thông báo trên Twitter chính thức của Defense Productions rằng Jay sẽ tham gia 1 buổi hòa nhạc có sự trình diễn bởi Defense Productions & Epidemic được tổ chức vào 30 tháng 5 cùng với sự tham gia của Art of Movement, Kero One, MYK và Dok2 đến từ Mapthesoul.com và Dumbfoundead.Chương trình được tài trợ bởi allkpop này đã đánh dấu chính thức lần thứ hai xuất hiện chính thức trước công chúng của Jay.
Ngày 24 tháng 4, Dumbfoundead cho ra mắt ca khúc "Clouds" trên website của mình với cộng tác với Jay và Clara Chung. Cùng ngày Stirfrytv đã làm 1 chương trình đặc biệt về Jay trong đoạn phim "youtube spotlight", và đây cũng là cuộc phỏng vấn đầu tiên sau sự cố MySpace. Trong video Jay cũng xác nhận thông tin anh sẽ tham gia Hype Nation và gửi lời cảm ơn đến người hâm mộ vì luôn ủng hộ anh.
Theo 1 thông tin đã tiết lộ rằng Jay sẽ trở về Hàn Quốc cùng đoàn làm phim Hype Nation, Art of Movement và gia đình của anh vào khoảng giữa 31 tháng 5 và 1 tháng 6 thông qua Sân Bay Quốc tế Incheon. Cũng như chuẩn bị 1 cuộc họp báo nói về sự góp mặt của Jay trong phim (mà sau này đã tiết lộ là thông báo sai) và 1 cuộc họp của người hâm mộ.
Jay chính thức phát hành album đầu tay có tựa đề là "Demon" vào 10 tháng 6 năm 2010 được sản xuất bởi Teddy Riley, người đã từng làm sản xuất cho Michael Jackson, cũng như 4 bài hát chính cho nhạc phim Hype Nation. Theo thông tin đã xác nhận, Jay sẽ tham gia Hype Nation world tour cùng B2K sẽ bắt đầu vào đầu tháng 12, tour sẽ được tổ chức tại 10 thành phố của Mĩ và các thành phố lớn ở châu Á.
Ngày 22 tháng 5 Jay tham gia sự kiện Hip Hop chính thức CLAWS OUT ở Seattle trên tư cách 1 vị giám khảo, trong khi đồng đội trong Art of Move ment là Junior cũng tham gia thi đấu.
Ngày 29 tháng 5 /2010, Ned Sherman 1 luật sư trong ngành giải trí cũng như nhà sáng lập và chủ tịch của Digital Media Wire, Inc…, đã thông báo ông sẽ là người đại diện luật pháp cho Jay, đồng thời thông báo một vài kế hoạch làm việc của Jay.

#### Trở lạiHàn Quốc
Chuyến đi đã được nhắc tới nhiều lần, mặc dù ban đầu thời điểm trở về Hàn để quay phim Hype Nation là ngày 11/6, nhưng bị trì hoãn nhiều lần đến tận ngày 18/6. Nhà sản xuất của bộ phim Jason Lee đã viện cớ cho sự trì hoãn này là bởi do nhà đầu tư J Venture Capital thông qua việc sản xuất bộ phim trên công nghệ 3-D, vì thế nên đoàn phim phải đến vào ngày 10/6 để chuẩn bị trước.
Ngày 15 tháng 6/2010, Jay phát hành single "Nothin’ On You" song ca với B.o.B, anh thay thế cho phần của Bruno Mars. Warner Music Korea đã giải thích rằng do công ty phân phối nhạc. Đối tác châu Á của Warner Music America, SEA, cũng đóng góp không nhỏ cho thành công của các bài hát thành công tại Hàn Quốc với hơn 4,6 triệu lượt truy cập. Bản cover ngay lập tức giành ngôi no.1 trên bảng xếp hạng Cyworld chỉ trong 1 giờ đồng hồ ca khúc phát hành. Ca khúc đã nhận được giải Nghệ sĩ Quốc tế Xuất Sắc nhất trong Giải thưởng Âm nhạc Cyworld tháng 6.
Ngày 18 tháng 6, Jay trở về tại Sân bay quốc tế Incheon. "Jay trở về" (JayIsBack) đã lên vị trí thứ 8 trong trending topics của Twitter vào lúc 9:30 sáng ngày 18 tháng 6. Những bức hình của Jay trong Hype Nation đã được ra mắt vào 2/7 và Jay được phép gặp gỡ giới truyền thông Hàn Quốc cho các cuộc phỏng vấn đồng thời nói về các hoạt động hiện tại của anh. Single "Demon " của anh được tiết lộ sẽ nằm trong nhạc phim chính thức cho Hype Nation.
Ngày 6 tháng 7 Jay đã hoàn thành việc tham gia trong 1 bài hát của 1 nhạc sĩ Hàn Quốc nổi tiếng cho 1 ca sĩ nữ mới chuẩn bị ra mắt, cũng như nhận được những lời mời tha thiết cho phim truyền hình. Ngoài việc tổ chức các cuộc gặp mặt cho người hâm mộ trong nước bắt đầu từ 3/8 tại Seoul, anh cũng xác nhận sẽ tổ chức 8 cuộc họp dành cho người hâm mộ khác tại châu Á: Đài Loan, Thượng Hải, Hồng Kông, Thái Lan, Philippin, Malaysia và Singapore trong suốt tháng 9. 12 cuộc họp được thông báo đã bán hết sạch vé trong 1 ngày.
Ngày 8 tháng 7/2010, Jay đã ký hợp đồng với Sidus HQ cho các hoạt động trong nước bao gồm cả hát và đóng phim, công ty quản lý cũng thông báo đã có kế hoạt cho Jay ra mắt lại với tư các là 1 nghệ sĩ solo mới. Thông tin Jung Hoontak, chủ tịch của Sidus đã tham gia vào các hoạt động của Jay kể từ khi anh tới Đài Loan để ghi hình cho 1 music video.Hợp đồng đã được hoàn thành vào 16/6/2010.
Ngoài việc góp giọng trong "Nothin’ On You" Jay sẽ phát hành 1 single album có tựa đề "Will You Believe Me" gồm 3 ca khúc: một bản tiếng Hàn của "Nothin’ On You". Nhạc sĩ nổi tiếng Park Geuntae tham gia vai trò sản xuất có tiết lộ rằng ca khúc sẽ có thêm những giai điệu, phong cách mới để phù hợp với cá tính của Jay. Phần lời tiếng Anh do Jay tự viết. Ngày phát hành được thông báo là 13/7/2010 và ngay lập tức đứng vị trí số 1 về doanh số bán ra với 40,000 đặt trước đánh bại album chính thức đầu tiên của Taeyang và "2009 Seo Taiji Band Live Tour" của Seo Taiji. Ca khúc ngay lập tức nhảy lên vị trí no.1 tại bảng xếp hạng âm nhạc Cyworld, #2 tại một số trang âm nhạc khác như Monkey3, Soribada and Melon ngay trong giờ đầu tiên ca khúc được phát hành. Trên YouTube, Jay cũng đăng tải 1 đoạn phim ngắn của ca khúc, trong cùng ngày. Album đã bán được 21,989 bản trong ngày đầu tiên phát hành, xếp vị trí số #1 về doanh số bán ra và #12 trong bảng xếp hạng tổng thể các album đã phát hành từ tháng 1/2010 đến 13/7/2010.
Sân khấu solo đầu tiên của Jay đã đem lại sự "phấn khích bùng nổ" cho hơn 30.000 người. JaeBum đã biểu diễn album solo " Count on me " lần đầu tiên trên sân khấu cạnh bờ biển vào ngày 7/8 tại Naskan Beach. Jay đã biểu diễn hai ca khúc " Count on me " và " Bestie " cùng những màn dancebreak ấn tượng. Đã có hơn 30.000 người hâm mộ đến để xem gây nên sự chú ý lớn. Ra mắt vài ngày 13/7, album " Count on me " của Jay đã bán được 25,984 bản thông qua trang bán hàng Hanteo * và giành vị trí thứ #9 trên bảng xếp hạng đĩa của năm. Đồng thời, vé tham dự cuộc gặp mặt của những người hâm mộ của anh cũng được bán sạch trong vòng 20'

### 2011:Take a Deeper Lookvà trở thành nghệ sĩ Solo
Vào tháng 4 năm 2011 Jay Park đã cho ra đời mini-album Tiếng Hàn đầu tiên của mình với ca khúc đầu tay  "Abandoned". Take a Deeper Look khi ra mắt đã ở top 3 tại the Billboard World Album Charts và xếp thứ 26 trên the Billboard Heatseekers Albums Chart. Jay Park đồng thời cũng bắt đầu hoạt động như một nghệ sĩ solo tại Hàn Quốc trong các kênh âm nhạc Hàn như KBS' Music Bank, Mnet's M! Countdown, MBC's Music Core và SBS' Inkigayo, trở lại sau 2 năm. Jay đã làm nên lịch sử khi là nghệ sĩ đầu tiên chiến thắng tại Music Bank vào ngày 6/5/2011 trong tuần ra mắt đầu tiên và lại thắng tiếp vào tuần lễ thứ 2 ngày 13/5/2011
Ngày 6/8/11, Jay lần đầu tham gia vào chương trình KBS Immortal Song 2, biểu diễn ca khúc: "Candy" của nhóm H.O.T (Kor boyband) cùng với Moon Hee Joon - người lãnh đạo nhóm. Jay biến tấu màn biểu diễn theo thể loại R&B của riêng mình cho bài "Aemo" của Kim Soo Hee, anh nhận được rất nhiều lời khen ngợi. Tập thứ 3 trên Immortal Song 2, Jay đã biểu diễn "Tell me the Truth" của Jinusean cùng với Solbi, Jang Hyuk và Kim Su-ro. Jay đã chiến thắng ở tập này. Ở tập thứ tư tham gia, Jay tiếp tục với phong cách R&B của mình cho phiên bản "Feel Good Day" của Kim Wan-sun. Tập thứ 5, Jay diễn bài: "Look Back at Me" của Deux cùng nhóm nhảy B-boy. Tập thứ 6, lần xuất hiện cuối cùng trong show và anh diễn bài "Dear, Do Not Change" của Nam Jin - anh cũng là người chiến thắng cúp cho màn biểu diễn cuối của mình trước khi rời show truyền hình và tập trung vào chuẩn bị cho album mới. Tuy nhiên Jay đã trở lại chương trình Immortal Song 2 cho tập đặc biệt " King of Kings" cùng nhiều ca sĩ đã chiến thắng trước đó - tập đặc biệt này được quay vào ngày 7/11/11 tại KBS Open Hall và phát sóng vào ngày 19/11/11.
Đĩa đơn "Demon" được phát hành vào ngày 5/9/11 thông qua nhiều các trang web âm nhạc kỹ thuật số Hàn Quốc.Video âm nhạc cũng được phát hành cùng ngày, Jay đã xin lỗi người hâm mộ về chất lượng của MV, bảo rằng anh không thể kiểm soát được cả MV và việc phát hành các bài hát. "Demo" đạt vị trí 14 trên Gaon Chart và vị trí thứ 8 trên iTunes R&B/Soul Chart
Jay trở lại Mỹ vào ngày 1/10 biểu diễn tại International Secret Agents Los Angeles concert. Vào ngày 29/10, Jay biểu diễn trước 25,000 fans là tiêu đề cho MTV EXIT (End Exploitation and Trafficking) Live in Manila Concert held at the SM Mall of Asia. Buổi hòa nhạc còn có các nhóm: Californian alternative rock band, Evaline, và ca sĩ/nhà soạn nhạc quốc tế Jason Mraz
Jay cho ra đời đĩa đơn "Girlfriend" cùng với MV ca nhạc trên kênh YouTube vào ngày 3/11. Jay cũng trình diễn ca khúc mới cùng ngày tại 2011 Style Icon Awards, song song với việc quay show tvN's Taxi. Bộ phim Mr.Idol với sự góp mặt của Jay đã được ra mắt vào ngày 3/11. Đĩa đơn này đạt hạng 28 trên Gaon chart. Jay Park phát hành phần một trong album tiếng Hàn, New Breed, với ca khúc tiêu đề " Star" (Tiếng Hàn: 별; Chữ latinh: Byeol) vào ngày 28/12. "Star" đạt thứ hạng cao tại nhiều bảng xếp hạng như: Bugs, Olleh Music, và Soribada và các website khác. Phần 1 của New Breed cũng đạt top các kênh âm nhạc Olleh Music, Bugs, Soribada and Daum.

### 2012:New BreedvàFresh Air: Breathe It
Park đã nhận được Disk Bonsang cho album mini Take a Deeper Look vào ngày 11 tháng 1, vào ngày đầu tiên của Golden Disk Awards lần thứ 26, được tổ chức tại Osaka. Anh là nghệ sĩ solo duy nhất nhận được Disk Bonsang trong số những người chiến thắng Bonsang khác.  Vào ngày 18 tháng 1, anh đã nhận được giải thưởng Nghệ sĩ nổi tiếng của Giải thưởng Người mẫu châu Á, được tổ chức tại Seoul.  
Một số bài hát do Park sáng tác và viết cho các nghệ sĩ khác đã được phát hành vào năm 2012. Jay Park đã sản xuất và sáng tác một bài hát với Cha Cha Malone cho ca sĩ người Mỹ gốc Hàn Brian Joo, có tựa đề "Can't Stop". Park viết phiên bản tiếng Hàn của bài hát, trong khi Joo viết phiên bản tiếng Anh. Park đồng sáng tác bài hát "4U" cho nhóm nhạc thần tượng U-Kiss theo yêu cầu của giọng ca chính Soohyun, một người bạn lâu năm và là cựu thực tập sinh của JYP Entertainment, và nó đã được đưa vào U-Kiss EP thứ sáu DoraDora. Park cũng đã sản xuất và sáng tác một bài hát cho nhóm nhạc nữ Tiny-G, mang tên "Polaris"; lời bài hát được viết bởi nữ diễn viên Lee Si-young. Họ đã làm việc cùng nhau thông qua Âm nhạc và Lời bài hát của MBC. Vào ngày 3 tháng 7, ca sĩ nhạc pop Hàn Quốc Younha đã phát hành album tiếng Hàn thứ tư của cô, Supersonic, bao gồm cả ca khúc "Driver" do Park viết.
Anh ấy đã phát hành album tiếng Hàn đầy đủ đầu tiên của mình, New Breed, vào tháng 2, với đĩa đơn "Know Your Name".  Album đạt vị trí số 1 hai lần trên bảng xếp hạng album Gaon Weekly tại Hàn Quốc, và cũng đạt vị trí số 1 trên bảng xếp hạng Hanteo Weekly bằng cách bán hơn 80.000 bản ngoại tuyến trong 10 ngày. New Breed xuất hiện ở vị trí thứ 4 trên Bảng xếp hạng album thế giới của Billboard và xếp thứ 16 trên Bảng xếp hạng album của Billboard Heatseekers. Park đã trở lại sân khấu trong các chương trình âm nhạc Hàn Quốc vào ngày 16 tháng 2. Anh đã giành được Music Bank vào ngày 24 tháng 2, một tuần sau khi trở lại. Vào ngày 27 tháng 4, Park bắt đầu quảng bá ở châu Á cho phiên bản album New Breed châu Á của mình và đến thăm 5 quốc gia: Singapore, Philippines, Indonesia, Malaysia và Nhật Bản. Vào ngày 28 tháng 4, Jay đã biểu diễn tại Lễ trao giải Ngôi sao 2012 tại Singapore.  Vào ngày 13 tháng 6, anh phát hành phiên bản Nhật Bản cho các album của mình Take a Deeper Look và New Breed thông qua Universal J. Phiên bản phổ biến của New Breed bao gồm phiên bản tiếng Anh của "I Love You" và phiên bản âm thanh của "Know Your Name" dưới dạng các bài hát bổ sung.
Jay Park đã tổ chức buổi hòa nhạc solo đầu tiên của mình, New Breed Live tại Seoul, vào ngày 3 tháng 3 tại Hội trường Olympic của Công viên Olympic Seoul. Park đã tổ chức thành công buổi hòa nhạc thứ hai New Breed Asia Tour tại Seoul ở Seoul vào ngày 18 tháng 8 tại Hội trường Olympic của Công viên Olympic Seoul, và không giống như lần đầu tiên, được tổ chức vào tháng 3, lần này không bị giới hạn độ tuổi 19+. Park được Tổ chức Du lịch Hàn Quốc chọn làm đại sứ R-16 Hàn Quốc năm 2012 vào ngày 23 tháng 4.
Anh đã dẫn đầu chuyến lưu diễn APAHM do Verizon tổ chức tại Hoa Kỳ vào tháng 5, bao gồm các buổi hòa nhạc tại Washington, DC, Thành phố New York, San Francisco và Los Angeles. Vào ngày 16 tháng 5, Park đã phát hành bản mixtape đầu tiên của mình, Fresh A! R: Breathe! T,  có chứa các bài hát do anh biểu diễn cho chuyến lưu diễn.  Bản mixtape đã được chứng nhận Vàng bởi Datpiff trong vòng một tháng kể từ khi phát hành, có nghĩa là nó đã được tải xuống hơn 100.000 lần. Jay Park trở thành nghệ sĩ gốc Á đầu tiên đạt được kết quả này trên Datpiff.
Park là nghệ sĩ kết thúc tại MTV World Stage Live ở Malaysia, cùng với ca sĩ nhạc pop người Canada Justin Bieber, ban nhạc nữ Hàn Quốc Kara và ca sĩ Malaysia Mizz Nina, vào ngày 14 tháng 7. Park cũng đã biểu diễn bài hát "Carefree",  đã được đưa vào album được sản xuất lại New Breed Red Edition, và cũng cho thấy đoạn nhảy tự biên đạo của anh ấy thành " Dirty Bass " của Far East Movement kết hợp với Tyga,  mà sau đó anh ấy đã chia sẻ trên YouTube.  Park cũng đã tổ chức các buổi hòa nhạc của riêng mình tại Sydney và Melbourne vào cuối tháng 9 năm 2012.  Cũng vào tháng 7, Park bắt đầu một loạt web, Jay Park TV, thông qua kênh YouTube của mình, được quay và chỉnh sửa bởi Hep, bạn của Park và thành viên Art of Movement.  Loạt web cho thấy cuộc sống hàng ngày của Park với bạn bè, hậu trường của các buổi hòa nhạc và quay phim, và những trò chơi cùng trò chơi thú vị mà anh ấy có được.
Vào tháng 8, Jay Park đã phát hành một video âm nhạc cho "New Breed", từ album cùng tên, được ghi lại trong buổi chụp hình của album với Park có trang điểm theo kiểu Rick Genest.  Park cũng đã tải lên một video thực hành lên "I Love You", cho thấy vũ đạo phức tạp mà anh ấy và các thành viên Prepix đang tập luyện cho buổi hòa nhạc sắp tới của mình.  Vào ngày 22 tháng 8, Park được thông báo là thành viên ban cố định trong chương trình Come to Play của MBC, cùng với Kim Eung-soo và Kwon Oh-joong.  Anh tham gia như một phần của một góc mới trong chương trình, mang tên "Trueman Show".  MBC bất ngờ dừng chương trình sau vài tháng, không có cảnh báo trước cho các diễn viên cũng như nhà sản xuất.
Cuối tháng 9, Park biểu diễn lần đầu tiên tại Úc, tổ chức thành công các buổi hòa nhạc tại Sydney và Melbourne.  Park trở lại Bài hát bất hủ 2 cho một "Vua của các vị vua" đặc biệt vào tháng 10, nơi anh biểu diễn "The Woman in Rain" của Shin Jung-hyeon. Trong một chuyến bay tới Los Angeles, Jay Park đã xuất hiện vào phút cuối trong bản phác thảo trên YouTube của David So.
Vào tháng 11, anh ấy đã xuất hiện trên "If You Love Me", một đĩa đơn kỹ thuật số của NS Yoon-G. Mặc dù Park không xuất hiện trong video âm nhạc chính thức, anh ấy đã biểu diễn trên sân khấu với Yoon-G trên các chương trình âm nhạc, với người đầu tiên là Mnet 's M! Countdown, và cũng xuất hiện trong video âm nhạc hậu trường, cho thấy NS Yoon-G và Park trong phòng thu ghi bài hát.  Một video thực hành về vũ đạo đã được phát hành ngay sau đó.  Park là người dẫn chương trình Saturday Night Live Korea ngày 1 tháng 12, thu hút sự chú ý cho các tiểu phẩm được xếp hạng R, diễn xuất và một video nhạc cover của Love the Way You Lie của Eminem, mang lại xếp hạng cao nhất trong mùa của chương trình.

### 2013: "Joah",SNL Koreavà ra mắt nhãn hiệu hip hop, AOMG
Vào ngày 6 tháng 2, Jay đã thông báo rằng anh sẽ tham gia dàn diễn viên Saturday Night Live Korea. Vào ngày lễ tình nhân, 14 tháng 2, Park đã phát hành một bài hát và video âm nhạc, "Appetizer", có sẵn để tải xuống miễn phí trên SoundCloud, được sản xuất bởi thành viên Art of Movement, Cha Cha Malone. Trong tập đầu tiên của Saturday Night Live Korea, Park đã thu hút sự chú ý cho tiểu phẩm nhại lại bộ phim Holiday với nam diễn viên Hàn Quốc và người dẫn chương trình, Choi Min-soo, và cho quảng cáo của anh trong một tiểu phẩm với Shin Dong-yup và Kim Seul-gi. Vào giữa tháng 2, đĩa đơn "Around The World" của Mizz Nina, được viết bởi Jay, và được sản xuất bởi Cha Cha Malone, đã được phát trên hitz.fm trước khi phát hành công khai. Đĩa đơn được phát hành chính thức vào ngày 25 tháng 2, và đã được thực hiện kể từ khi Park và Mizz Nina biểu diễn tại MTV World Stage Live ở Malaysia 2012. Vào ngày 28 tháng 2, Park đã nhận được giải thưởng "Nhạc sĩ của năm" tại Giải thưởng Âm nhạc Hàn Quốc 2013 và album New Breed năm 2012 của anh, được đề cử ở hạng mục "Album R & B và Soul hay nhất".  
Jay Park nổi bật trên trang bìa của tạp chí Men Health Korea phiên bản tháng 3 và trang bìa sau đó được các nhân viên chọn là tốt nhất trong lịch sử 7 năm của tạp chí.  Vào ngày 25 tháng 3, Park đã tải tập 5 của Jay Park TV lên kênh YouTube của mình.  Vào ngày 26 tháng 3, video âm nhạc cho "Around The World" của Mizz Nina, với sự có mặt của Jay, được phát hành, và được quay tại Hàn Quốc vào tháng 12 năm 2012. Vào ngày 28 tháng 3, tin tức Jay sẽ tham gia diễn viên của Ca khúc bất hủ 2 của KBS lần thứ ba được tiết lộ, với tập đầu tiên có sự tham gia diễn xuất của Park được phát sóng vào ngày 20 tháng 4.
Tiếp nối thành công của phiên bản tháng 3 của tạp chí Sức khỏe nam Hàn Quốc của Jay Park, trang bìa tương tự đã được sử dụng cho phiên bản tháng Tư của Sức khỏe Nam giới, cũng là ấn bản kỷ niệm 10 năm của tạp chí, và bao gồm các áp phích quảng cáo lớn trên toàn quốc. Phối hợp với Ustream Korea, Park đã tổ chức một sự kiện được phát trực tiếp chính thức mang tên "Fan & Music Live" vào ngày 2 tháng 4,  và tiết lộ tên của 3 bài hát trong đĩa đơn sắp tới của anh ấy; " Joah " (tiếng Hàn:; La Mã hóa sửa đổi: Joha), "1 Hunnit" (tiếng Hàn: и 실 야; La Mã hóa sửa đổi: Sasiriya) và "Welcome". Ca khúc chủ đề, " Joah ", được tiết lộ là một bài hát hay, cảm giác êm dịu tương tự như " Girlfriend " được sản xuất bởi Cha Cha Malone và nhạc cụ của ban nhạc Saturday Night Live Korea trong phiên họp chung, "1 Hunnit" một bài hát rap Dok2 và "Chào mừng" một ca khúc R & B gợi cảm và khiêu khích.  Vào ngày 5 tháng 4, Park đã phát hành video âm nhạc "1 Hunnit" trên Kênh YouTube của mình, có sự tham gia của Dok2 và nhiều bạn bè của Park, bao gồm các vũ công và b-boy.  Vào ngày 9 tháng 4, Park xuất hiện trên Taxi của tvN cùng với thành viên diễn viên Saturday Night Live Korea, Kim Seul-gi.  Vào ngày 10 tháng 4, Park đã phát hành album đơn " Joah ", cùng với video âm nhạc cho ca khúc chủ đề.  Bài hát hay này có giai điệu lạc quan với video âm nhạc được quay tại quê nhà Seattle của Park hồi đầu năm với sự tham gia của nữ diễn viên Hàn Quốc Clara Lee.   Thành viên của nhóm b-boy Park, Art of Movement, cũng xuất hiện trong video âm nhạc, bao gồm một cảnh ngắn tại The Beacon, phòng tập nhảy của đoàn làm phim b-boy có trụ sở tại Seattle, Massive Monkees.  Vào ngày 16 tháng 4, Park xuất hiện trên Hwasin của SBS - Người điều khiển trái tim, phần tiếp theo của Strong Heart. Trong tập phát sóng ngày 20 tháng 4 của Bài hát bất hủ 2, Park đã hát bài "Đàn ông là tàu, phụ nữ là bến cảng" của Sim Soo-bong. Trong tập phát sóng ngày 20 tháng 4 trên Saturday Night Live, đoạn ngắn kỹ thuật số của Park với người dẫn chương trình và ca sĩ, Lee Soo-young, nhại lại rapper người Mỹ Jay-Z " Run This Town ", và nhận được sự chú ý nhờ những cảnh Park mặc bikini.  Vào ngày 25 tháng 4, sinh nhật lần thứ 26 của Park, anh đã phát hành một video âm nhạc cho "Welcome" trên kênh YouTube của mình. Video 19+ có sự tham gia của Oh Cho-hee đối diện Park, người đã thu hút sự chú ý của mình nhờ những cảnh không mặc áo và gợi cảm.  Ngay sau khi phát hành video âm nhạc, người ta đã chú ý đến nhiều người mẫu và nữ diễn viên khác nhau đã đóng vai chính trong tất cả các video âm nhạc trước đây của Park. Cũng vào ngày 25 tháng 4, DVD, New Breed Live in Seoul, trong các buổi hòa nhạc năm 2012 của Park đã được phát hành. Anh ấy đã biểu diễn bài "Sunset Glow" của Lee Moon-sae cùng với bạn bè và ca sĩ R & B Crush của VV: D trong tập 27 tháng 4 của Bài hát bất hủ 2.  Tiểu phẩm của Park trong tập phát sóng Saturday Night Live với Gayoon của 4Minute vào ngày 27 tháng 4 đã gây chú ý cho nhân vật Park nói nhầm những từ không phù hợp và mang đầy tính tình dục bằng tiếng Hàn, và đặc biệt là sự trở lại của lib quảng cáo trong nhân vật của Park khi máy ảnh không thể cắt bỏ ở cuối tiểu phẩm.
Vào ngày 3 tháng 5, Park tiết lộ sẽ tham gia vào nhạc phim của bộ phim kinh dị khoa học viễn tưởng Mỹ năm 2013 của M. Night Shyamalan, After Earth, được liên lạc với Will Smith và Jaden Smith.  Bài hát có tựa đề "I Like 2 Party", được dành cho chủ đề kết thúc của bộ phim và được viết và sáng tác bởi chính Park, và được sản xuất bởi người bạn và thành viên của Art of Movement, Cha Cha Malone.   Trong cùng một tuần, Park được công bố là đại sứ chính thức của giải đấu văn hóa và lễ hội b-boy quốc tế, R-16 Hàn Quốc, trong năm thứ ba liên tiếp.   Park đã phát hành đoạn trích dài 30 giây của "I Like 2 Party" với đoạn giới thiệu ngắn về After Earth ngày hôm đó.  Vào ngày 7 tháng 5, Park tham dự buổi ra mắt thảm đỏ After Earth tại Hàn Quốc cùng với Will và Jaden Smith.  Vào ngày 11 tháng 5, tập thứ 100 của Bài hát bất hủ 2, Park đã biểu diễn "Everyday Day With You" của Deulgukhwa, phối lại với đĩa đơn mới nhất của Park, " Joah ", gây ấn tượng với khán giả bằng khả năng ca hát của mình ngay cả sau khi nhảy và nhảy trên sân khấu.  Cuối tháng đó, Jay xuất hiện với tư cách khách mời tại buổi hòa nhạc của Mizz Nina tại Kuala Lumpur, Malaysia, nơi họ lần đầu tiên trình diễn bản hit "Around the world". Hai ngày sau sự kiện này, Park đã xuất hiện trong Đội hình của Dream Go! Phần 2 và đi du lịch đến Singapore để ra mắt sự hợp tác giữa anh và công ty loa địa phương, X-mini.  Sau những sự kiện này, vào ngày 30 tháng 5, một bài hát cho bộ phim truyền hình Hàn Quốc, She is Wow có tựa đề "Rude Girl", của Kim Seul-gi và Park đã được phát hành với một video âm nhạc.
Thông tin liên quan đến quốc ca chính thức của R-16 Hàn Quốc, "Tôn trọng 16", cùng với video âm nhạc được quay trực tiếp trong sự kiện b-boy quốc tế 2013 đã được Park phát hành vào ngày 17 tháng 6.  Ngày hôm sau, Park phát hành tập thứ sáu của Jay Park TV, chiếu hậu trường quay các chương trình truyền hình, chụp ảnh và video âm nhạc của đĩa đơn " Joah ".
Jay Park đã gia hạn hợp đồng với SidusHQ vào đầu tháng 7, sau nhiều đồn đoán công khai về việc anh ký hợp đồng với các nhãn hiệu khác. Anh đã biểu diễn tại sự kiện Hennessy Artology vào đầu tháng 7 tại Quảng Châu, Trung Quốc, cùng với BoB, nhưng sự kiện này đã bị hủy bỏ vào phút cuối do những khó khăn kỹ thuật.  Vào ngày 10 tháng 7, Park đã phát hành một EP gồm bốn bài hát, I Like 2 Party, bao gồm các bài hát "I Like 2 Party", "Hot", "Secret" và "Let Make Up", đồng thời phát hành một video âm nhạc cho ca khúc chủ đề "I Like 2 Party" được quay tại Los Angeles.   Vào ngày 30 tháng 11, Park đóng vai trò là người dẫn chương trình cho Red Bull BC One.

### Hiện tại 2014 - 2018: Sự phát triển của AOMG vàEvolution
Vào tháng 4 năm 2014, Park đã được chọn làm bậc thầy khiêu vũ cho phần 2 của Dancing 9, một chương trình thi đấu khiêu vũ của Hàn Quốc.  Đội của Park trên Dancing chín mắt xanh chiến thắng mùa đó. Vào ngày 1 tháng 9 năm 2014, album đầy đủ thứ hai của anh được phát hành có tên Evolution. Evolution nắm giữ 17 bài hát, bao gồm một bản phối lại của bản phát hành duy nhất của anh sau New Breed và các bản nhạc mới. Jay Park tham gia với tư cách là giám khảo trên Show Me the Money 4. Năm 2015, anh đã phát hành một danh sách rộng lớn các bài hát bao gồm "Lotto", "All I Got Time For", "On It", "Want It", "Mommae" và " "Sex trip". Anh ấy đã phát hành "My Last" kết hợp với Loco và Gray vào ngày 17 tháng 7 năm 2015.  Jay Park đã phát hành album WORLDWIDE vào tháng 11 năm 2015.  Vào tháng 3 năm 2016 Jay Park đã phát hành một bài hát mới có tên "The Truth Is".  Năm 2014, Jay Park đã tham gia một số lượng nhỏ các tập của America's Next Top Model, chu kỳ 21, được quay vào đầu năm đó tại Seoul.
Vào ngày 5 tháng 11 năm 2015, Jay Park đã phát hành album phòng thu Toàn cầu, bao gồm đĩa đơn chính "You know ()" kết hợp với Okasian và được sản xuất bởi Cha Cha Malone. Video âm nhạc có sự tham gia của 4Minute's HyunA, Reddy và Ugly Duck trong số những người khác, và được chỉ đạo bởi công ty sản xuất Tiger Cave. Trên toàn thế giới bao gồm tổng cộng 18 bài hát và 27 nghệ sĩ nổi bật. Album đã có sẵn trực tuyến và là một bản phát hành vật lý. Album cũng đã ra mắt ở vị trí thứ năm trên bảng xếp hạng World Album của Billboard. Jay Park cũng đã phát hành các video âm nhạc cho các bài hát "Bo $$", "Worldwide x Want It" và "In this B * tch x My".
Vào ngày 20 tháng 10 năm 2016, Jay Park đã phát hành album Everything You Wanted với tổng cộng 19 bài hát bằng cả tiếng Anh và tiếng Hàn. Album đã ra mắt ở vị trí thứ ba trên bảng xếp hạng World Album của Billboard.
Vào ngày 21 tháng 10 năm 2016, Far East Movement đã phát hành album Identity của họ bao gồm cả ca khúc "SXWME", có sự góp mặt của MNEK và Jay Park.
Nó đã được công bố vào ngày 20 tháng 7 năm 2017 rằng Roc Nation đã ký kết Park cho các hoạt động của mình ở Mỹ.  Vào ngày 27 tháng 7 năm 2017, có thông báo rằng ông sẽ là thẩm phán mới, thay thế Melanie C và Vanness Wu, trong phần thứ hai của Asia 'Got Talent cùng với Anggun và David Foster. Năm 2017, Park cũng thành lập H1ghr Music cùng nhà sản xuất Cha Cha Malone. Hiện tại, nhãn hiệu này chứa các nghệ sĩ Hàn Quốc và Mỹ như G.Soul, Groovyroom, Woogie, Sik-K, pH-1, Avatar Darko, Phe REDS, Raz Simone và Jarv Dee.
Vào ngày 20 tháng 7 năm 2018, Park đã phát hành EP Ask Bout Me, có bảy bài hát.